# Іоанн II (князь Салернський)
Іоанн II Заклятий (†між 994 і 998) — князь Салернський (983—994). Управитель палацу в Салерно в 980 та регент князя Пандульфа II. Вигнаний з князівства разом з неповнолітнім Пандульфом в 981 році герцогом Амальфійським Мансо. Правління Мансо було деспотичним, а тому мешканці Салерно в 983 змістили його з престолу й обрали князем Іоанна II
Намагався взяти під контроль монастир у Сан Массімо та його власність, проте не зміг зробити це. У січні 984 Іоанн залучив до правління свого сина Гвідо, проте той помер у 988. У 989 він призначив співправителем іншого сина Гваймара, який пізніше спадкував перстол.
Відповідно до легенди у ті часи відбулось виверження Везувія, яке Іоанн сприйняв як прикмету, що свідчила про невідворотню смерть якоїсь багатої людини та її неминуче попадання в пекло. Наступного дня Іоанна знайшли мертвим в обіймах повії, тому його стали називати «Заклятим».